# Gyergyói-havasok
A Gyergyói-havasok (románul Munții Giurgeu) középmagas hegység a Keleti-Kárpátokban, Hargita megyében, a Borszéki-hágó és a Marosfői-hágó között. Legmagasabb pontja az 1675 méter magas Likas. Szomszédos hegységek: északon a Kelemen-havasok és a Besztercei-havasok, keleten a Csalhó és a Hagymás-hegység, délen a Csíki-havasok, nyugaton, a Gyergyói-medence másik felén a Görgényi-havasok és a Hargita.

## Földrajz
A Gyergyói-havasok főgerince észak-dél irányú. A hegységen áthaladó út a Pongrác-tetőn (1256 m) keresztül köti össze a Gyergyói-medencét Békással. A Pongrác-tetőtől keletre található a Békás-szoros és a természetes eredetű Gyilkos-tó, amely egy földcsuszamlás következtében jött létre 1837-ben. A Hagymás-hegységet gyakran tekintik a Gyergyói-havasok részének.

## Vizek
A Gyergyói-havasokból ered a Maros és az Olt.

## Külső hivatkozások
- A Gyergyói-havasok turistatérképei: ,
- A Gyergyói-havasok leírása (határai, állatvilág, növényvilág, vízrajz, éghajlat, talaj)